# Tasata nova
Tasata nova är en spindelart som först beskrevs av Cândido Firmino de Mello-Leitão 1922. 
Tasata nova ingår i släktet Tasata och familjen spökspindlar. Inga underarter finns listade i Catalogue of Life.